# 12 Heures de Sebring 1969
Navigation
Édition précédente Édition suivante
Les 12 Heures de Sebring 1969 sont la 18e édition de l'épreuve et la 2e manche du championnat du monde des voitures de sport 1969. Elles ont été remportées le 22 mars 1969 par la Ford GT40 no 22 pilotée par Jacky Ickx et Jackie Oliver.

## Circuit

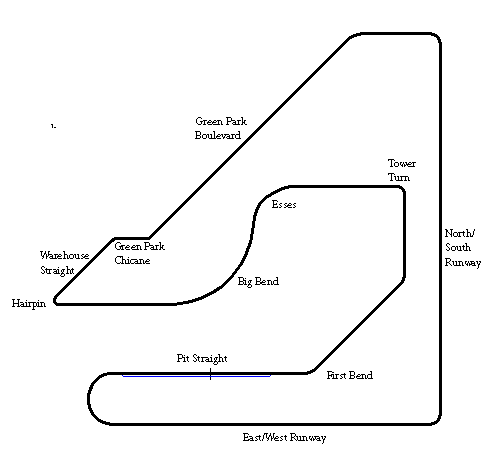
Le Sebring International Raceway, cadre des 12 Heures de Sebring 1969.

Les 12 Heures de Sebring 1969 se déroulent sur le Sebring International Raceway situé en Floride. Il est composé de deux longues lignes droites, séparées par des courbes rapides ainsi que quelques chicanes. Le tracé actuel diffère de celui de l'époque. Ce tracé a un grand passé historique car il est utilisé pour des courses automobiles depuis 1950. Ce circuit est célèbre car il a accueilli la Formule 1.

## Résultats
Voici le classement au terme de la course.
- Les vainqueurs de chaque catégorie sont signalés par un fond jauni.

| 1            | S 5.0    | 22  | J. W. Automotive Engineering Ltd.        | Jacky Ickx Jackie Oliver                       | Ford GT40               | 239 |
| 2            | P 3.0    | 25  | Scuderia Ferrari                         | Chris Amon Mario Andretti                      | Ferrari 312 P           | 238 |
| 3            | P 3.0    | 27  | Porsche System Engineering Ltd.          | Rolf Stommelen Joe Buzzetta                    | Porsche 908/02          | 235 |
| 4            | P 3.0    | 44  | Escuderia Nacional S.C.                  | Àlex Soler-Roig Rudi Lins                      | Porsche 907 2.2         | 233 |
| 5            | P 3.0    | 29  | Porsche System Engineering Ltd.          | Gerhard Mitter Udo Schütz                      | Porsche 908/02          | 232 |
| 6            | S 5.0    | 11  | American International Racing Inc.       | Lothar Motschenbacher Ed Leslie                | Lola T70 Mk.III GT      | 229 |
| 7            | P 3.0    | 30  | Porsche System Engineering Ltd.          | Vic Elford Richard Attwood                     | Porsche 908/02          | 228 |
| 8            | P 2.0    | 45  | Smothers Brothers Racing Team            | Fred Baker Dick Smothers                       | Porsche 906E            | 215 |
| 9            | P 2.0    | 37  | N.A.R.T.                                 | Ricardo Rodriguez Charlie Kolb                 | Ferrari Dino 206S       | 215 |
| 10           | GT + 5.0 | 5   | Best Photo Service                       | Donald Yenko Bob Grossman                      | Chevrolet Camaro Z/28   | 209 |
| 11           | P 2.0    | 46  | Escuderia Manana                         | Armando Capriles Alfredo Atencio               | Porsche 906E            | 203 |
| 12           | GT 2.0   | 52  | Wicky Racing Team                        | Gérard Larrousse André Wicky Jean Sage         | Porsche 911T            | 201 |
| 13           | GT 2.0   | 47  | P.A.R.T.                                 | Bob Bailey Jim Locke                           | Porsche 911T            | 199 |
| 14           | GT + 5.0 | 2   | Troy Promotions Inc.                     | Dick Lang Gib Hufstaeder                       | Chevrolet Corvette      | 196 |
| 15           | P 3.0    | 55  | British Leyland Motor Corporation        | Andrew Hedges Paddy Hopkirk                    | MGC GT                  | 195 |
| 16           | GT 2.0   | 90  | P.A.R.T.                                 | Jim Netterstrom Bruce Jennings Mike Downs      | Porsche 911             | 195 |
| 17           | T 2.0    | 63  | Wilbur Pickett                           | Wilbur Pickett Peter Gregg                     | Porsche 911             | 192 |
| 18           | P 2.0    | 65  | Algar Enterprises Inc.                   | Claudio Maglioli Raffaele Pinto                | Lancia Fulvia HF Zagato | 191 |
| 19           | T 5.0    | 94  | Norberto Mastandrea                      | Robin Ormes Norberto Mastandrea                | Chevrolet Camaro        | 189 |
| 20           | P 2.0    | 71  | Ring Free Oil Racing Team                | Jim Baker Paul Richards Clive Baker            | Austin-Healey Sprite    | 184 |
| 21           | GT + 5.0 | 4   | Or Costanzo                              | Or Costanzo Dave Heinz                         | Chevrolet Corvette      | 184 |
| 22           | T 5.0    | 17  | Bruce Behrens Racing Enterprises         | Vince Gimondo John Tremblay                    | Chevrolet Camaro        | 182 |
| 23           | P 2.0    | 72  | Ring Free Oil Racing Team                | Janet Guthrie Donna Mae Mims Liane Engemann    | Austin-Healey Sprite    | 182 |
| 24           | GT + 5.0 | 1   | Troy Promotions Inc.                     | Tony DeLorenzo Jerry Thompson                  | Chevrolet Corvette      | 181 |
| 25           | T 5.0    | 16  | Richard Stevens                          | Richard Stevens Robert Barg                    | Chevrolet Camaro        | 180 |
| 26           | T 2.0    | 59  | Elsco Corporation                        | Smokey Drolet Rosemary Smith                   | BMW 2002                | 179 |
| 27           | P 2.0    | 66  | Algar Enterprises Inc.                   | Innes Ireland Mike Tillson Howard Hanna        | Lancia Fulvia HF Zagato | 179 |
| 28           | GT 2.0   | 62  | British Leyland Motor Corporation        | Logan Blackburn Jerry Truitt                   | MGB GT                  | 178 |
| 29           | T 2.0    | 84  | Harold Williamson                        | George Drolsom Harold Williamson               | Porsche 911             | 175 |
| 30           | T 5.0    | 93  | Todco Racing Canada Ltd.                 | Craig Fisher Serge Adams                       | Chevrolet Camaro        | 174 |
| 31           | T 5.0    | 20  | David McClain                            | David McClain Don Kerney                       | Chevrolet Camaro        | 174 |
| 32           | T 2.0    | 99T | Gerry Racing Enterprise Inc.             | John Colgate Don Parks                         | MGB                     | 172 |
| 33           | P 2.0    | 73  | Arthur Tuckerman                         | Gregg Cameron Ralph Kemmerer                   | Austin-Healey Sprite    | 170 |
| 34           | P 3.0    | 36  | British Leyland Motor Corporation        | William Brack Craig Hill                       | MGC                     | 169 |
| 35           | T 2.0    | 41  | Escuderia Manana                         | Armando DeAmbadgio Sergio Trevale              | Alfa Romeo GTA junior   | 167 |
| 36           | P 2.0    | 38  | N.A.R.T.                                 | Sam Posey Bob Dini                             | Ferrari Dino 206GT      | 166 |
| 37           | P 3.0    | 26  | N.A.R.T.                                 | Pedro Rodríguez Chuck Parsons                  | Ferrari 250P            | 163 |
| 38           | S 3.0    | 49  | Merv Rosen                               | Merv Rosen Dave Morrell                        | Porsche 906             | 162 |
| 39           | GT 2.0   | 64  | Waldron Motors                           | Chris Waldron Ben Scott Dean Donley            | MGB                     | 155 |
| 40           | T 2.0    | 85  | Richard Crebs                            | Richard Crebs Ronald Strickler Robert Whitaker | Alfa Romeo GTA          | 153 |
| 41           | T 2.0    | 60  | Jim Cooke Buick & Opel                   | Walter Brown Buzz Marcus                       | Opel Rallye             | 152 |
| 42           | S 5.0    | 24  | Auto Enterprizes                         | Francis Grant Dieter Oest                      | Ford GT40               | 148 |
| 43           | S 3.0    | 57  | Raceco                                   | Umberto Maglioli Hugh Kleinpeter Bob Beatty    | Chevron B8              | 143 |
| 44           | P 2.0    | 43  | LeHigh Acres                             | Ray Heppenstall Howard Brown                   | Heppenstall Special     | 142 |
| 45           | T 5.0    | 18  | Wilton Jowett                            | Wilton Jowett Bob Tullius                      | Chevrolet Camaro        | 140 |
| 46           | GT 2.0   | 69  | John Howard                              | Reggie Smith Tony Lilly Don Pickett            | Lotus Europa            | 130 |
| 47           | T 2.0    | 98  | George Sanderson                         | Ron Polimeni Robert Theall                     | Volvo PV544             | 128 |
| Disqualifiés |          |     |                                          |                                                |                         |     |
| 48           | GT + 5.0 | 3   | Robert Esseks                            | Ed Lowther Robert Esseks Frank Dominianni      | Chevrolet Corvette      | 55  |
| 49           | T 5.0    | 6   | Herbert Madray                           | Garry Davis Herbert Madray Don Madray          | Ford Mustang            | 26  |
| Abandons     |          |     |                                          |                                                |                         |     |
| 50           | GT 5.0   | 63  | Waldron Motors                           | Jim Gammon Ray Mummery Roger Houghton          | MGB                     | 150 |
| 51           | P 3.0    | 31  | Porsche System Engineering Ltd.          | Joseph Siffert Brian Redman                    | Porsche 908/02          | 133 |
| 52           | GT 2.0   | 51  | RBM Motors                               | Gregg Loomis Pete Harrison Jack Ryan           | Porsche 911S            | 130 |
| 53           | S 5.0    | 23  | RBM Motors                               | David Hobbs Mike Hailwood                      | Ford GT40               | 99  |
| 54           | P 3.0    | 28  | Porsche System Engineering Ltd.          | Hans Herrmann Kurt Ahrens Rolf Stommelen       | Porsche 908/02          | 97  |
| 55           | S 5.0    | 9   | Roger Penske Racing Enterprises          | Ronnie Bucknum Mark Donohue                    | Lola T70 Mk.IIIB GT     | 96  |
| 56           | T 5.0    | 19  | Maurice Carter Chevrolet                 | Maurice Carter Nat Adams                       | Chevrolet Camaro        | 85  |
| 57           | GT 2.0   | 50  | Grand Prix Motor Oil                     | Jacques Duval George Nicholas                  | Porsche 911T            | 62  |
| 58           | T 5.0    | 21  | Larry Drover                             | Larry Dent Larry Bock                          | Chevrolet Camaro        | 62  |
| 59           | T 5.0    | 7   | Argento Racing Organization              | Charlie Rainville Paul Pettey                  | Ford Mustang            | 57  |
| 60           | T 2.0    | 54  | Fred Opert                               | Paul Sanford Fred Opert                        | Porsche 911             | 53  |
| 61           | T 5.0    | 14  | Sportscars Switzerland                   | Ulf Norinder Joakim Bonnier                    | Lola T70 Mk.IIIB GT     | 49  |
| 62           | GT 5.0   | 88  | Don Cummings                             | Randy Blessing Don Cummings Warren Stumes      | Shelby GT350            | 45  |
| 63           | T 2.0    | 88  | Elsco Corporation                        | Ed Hugus Chuck Dietrich Eugene Nearburg        | BMW 2002                | 36  |
| 64           | S 3.0    | 48  | Nationwide of Chicago Food Brothers Inc. | Mike Rahal Bill Stroh Hugh Wise                | Porsche 906             | 31  |
| 65           | P 3.0    | 33  | Autodelta S.P.A.                         | Nino Vaccarella Lucien Bianchi                 | Alfa Romeo T33/3        | 17  |
| 66           | P 3.0    | 32  | Autodelta S.P.A.                         | Mario Casoni Andrea de Adamich                 | Alfa Romeo T33/3        | 15  |
| 67           | S 5.0    | 10  | American International Racing Inc.       | Scooter Patrick (de) Dave Jordan               | Lola T70 Mk.III GT      | 15  |
| 68           | P 2.0    | 68  | H.R.H. Corp.                             | Bill Scott Jim McDaniel Steve Pieper           | Zink VSR                | 13  |
| 69           | P 2.0    | 67  | Competition Components                   | Bill Boye Russ Shirey                          | Beach 4B                | 6   |
| 70           | P 3.0    | 34  | Autodelta S.P.A.                         | Nanni Galli Ignazio Giunti                     | Alfa Romeo T33/3        | 2   |
| Non-partants |          |     |                                          |                                                |                         |     |
| 71           | T 5.0    | 8   | Fred Van Beuren                          | Fred Van Beuren Raul Perez Gama Ruben Novoa    | Pontiac Firebird        |     |
| 72           | P 2.0    | 61  | Gerry Racing Enterprise Inc.             | Robert Samm Don Parks John Colgate             | Lotus 47                |     |
| 73           | P 3.0    | 31T | Porsche System Engineering               | Gérard Larrousse Umberto Maglioli              | Porsche 908/02          |     |